# Los seis de Croacia
Los Seis de Croacia (integrado por Max Bebić, Vic Brajković, Tony Zvirotić, Joe Kokotović, su hermano Ilija Kokotović y Mile Nekić  ) fueron seis hombres croatas australianos condenados a 15 años de cárcel en 1981 por una conspiración para atacar varios objetivos en Sídney,  entre ellos una agencia de viajes yugoslava, el antiguo teatro isabelino en Newtown y una importante línea de suministro de agua en St Marys, al oeste de Sídney. El juicio fue una de los más largos en la historia jurídica australiana, estando en sesión 172 días y con 111 testigos brindando testimonio. La apelación a una de las condenas y las sentencias fracasaron, y posteriormente fueron encarcelados cerca de diez años antes de ser liberados en 1991.
Las investigaciones de los medios de comunicación desde el juicio, como las del programa "Four Corners" de la ABC y del periódico "The Sydney Morning Herald", sugirieron que gran parte de las pruebas con las que se acusó a los seis fueron inventadas y que los hombres fueron víctimas de una trampa del servicio de inteligencia exterior yugoslavo, la UDBA. Fuentes de inteligencia confirmaron posteriormente que el Dr. Georgi Trajkovski, cónsul general yugoslavo en Melbourne, era un agente de la UDBA y una figura clave en la trampa de los Seis Croatas. El ex detective caído en desgracia Roger Rogerson, uno de los oficiales que lo arrestaron, admitió más tarde que el plantar evidencia durante las décadas de 1970 y 1980 era parte de la cultura policial. El periodista de investigación australiano Chris Masters reveló en 1991 que el principal testigo del caso, conocido con el nombre de Vice Vrkez, era en realidad el agente de la UDBA, Vitomir Misimović, quien se infiltró en la comunidad croata en Australia. 

## Opiniones
El caso también atrajo la atención de John Schindler, entonces en la Escuela de Guerra Naval de EE. UU., quien afirmó que el caso de los Seis Croatas fue "una 'clásica' operación de agente provocador dirigida por la agencia de inteligencia del entonces régimen comunista en Belgrado, conocida como la UDBA, contra las comunidades de exiliados que estaban en contra de la federación yugoslava". También afirmó que exfuncionarios de la UDBA afirmaron que el caso de los Seis Croatas fue "uno de sus grandes éxitos" al desacreditar por completo a la comunidad croata australiana. Según Schindler, la Organización Australiana de Inteligencia de Seguridad habría (o al menos debería haber) estado al tanto de la participación de la UDBA.
Ian Cunliffe, ex abogado principal del Departamento del Primer Ministro y Gabinete (Australia), afirmó que se ocultó material de inteligencia que habría resultado en veredictos de inocencia para los Seis Croatas. Este material se ocultó deliberadamente al entonces Primer Ministro de Australia, Malcolm Fraser, y que las citaciones de los abogados defensores en el juicio no se permitieron por motivos de seguridad nacional.

## Revisión judicial
En 2012, tres de los cinco hombres supervivientes (Max Bebić, Mile Nekić y Vic Brajković), representados por el abogado de derechos humanos Sebastian De Brennan, solicitaron al Tribunal Supremo de Nueva Gales del Sur una revisión judicial de sus condenas. Esta solicitud fue desestimada.
En agosto de 2022, la Corte Suprema de Nueva Gales del Sur ordenó una revisión de las condenas basándose en la desclasificación de los documentos relevantes de la ASIO. El Tribunal Supremo de Nueva Gales del Sur concluyó su investigación sobre la condena de 1981 a mediados de noviembre de 2024. A lo largo de un año, más de 25 expolicías fueron interrogados sobre los arrestos y la investigación. En la última semana de las audiencias, el contrainterrogatorio de los testigos se centró en el vicepresidente Virkez, el hombre que denunció la presunta conspiración a la policía de Lithgow en febrero de 1979 y que, según se descubrió, había estado en contacto con el entonces consulado de Yugoslavia en Sídney.

## En la cultura popular
- Hamish McDonald escribió un libro Framed que trata el tema.[12]
- Damian Walshe-Howling dirigió un cortometraje llamado Unspoken, filmado en inglés y croata, junto con la actriz Kat Dominis y la ex periodista de SBS Mariana Rudan (ambas australianas croatas), quien también protagonizó una película, junto con Goran Grgić de Croacia.[13] Se estrenó en el festival Flickerfest en enero de 2024.[13]
- La comunidad de australianos croatas organizó el "Concierto de recaudación de fondos para la Justicia de los Seis Croatas" en el King Tomislav Club los días 1 y 2 de noviembre de 2024 en Edensor Park.[14]